# 異世界黙示録マイノグーラ〜破滅の文明で始める世界征服〜
『異世界黙示録マイノグーラ〜破滅の文明で始める世界征服〜』（いせかいもくしろくマイノグーラ はめつのぶんめいではじめるせかいせいふく）は、鹿角フェフによる日本のライトノベル。小説投稿サイト「小説家になろう」にて2017年11月1日より連載中。2019年11月よりGCノベルズ（マイクロマガジン社）にて書籍化されている。イラストはじゅんが担当。2025年1月時点で累計発行部数は50万部を突破している。
メディアミックスとして、緑華野菜子によるコミカライズが『ComicWalker』→『カドコミ』（KADOKAWA）にて、2020年3月27日より連載中。また、テレビアニメが2025年7月からTOKYO MXほかにて放送中。

## あらすじ
生まれてから一度も病院の外へ出ることなく、18年の短い生涯を終えた青年・伊良拓斗。死後、目を覚ました彼は、見知らぬ世界の玉座に座っていた。そして目の前には、一人の少女──生前に彼がやり込んでいたダークファンタジー国家運営シミュレーションゲーム（SLG）『Eternal Nations』に登場する英雄ユニット「汚泥のアトゥ」が立っていた。彼女自身も、なぜこの場所に存在しているのか分かっていないという。
二人がいるのは「大呪界」と呼ばれる不毛の森。そこに、異種族から迫害されて難民となったダークエルフたちが流れ着いていた。彼らを国民として迎え入れた拓斗は、「世界を破滅に導く邪悪国家」という二つ名を持つ“マイノグーラ”の国王イラ＝タクトとして、『Eternal Nations』のゲームシステムを駆使し、国家の運営と強化に乗り出す。
だが、この世界に転生していたのは拓斗だけではなかった。別ジャンルのゲーム──『Eternal Nations』とは異なるルールや世界観を持つゲームのプレイヤーとキャラクターたちも、同様にこの世界へと転移していたのだ。SLGの理論では通用しない戦術、予測不能な能力、異なるルールで戦う者たちとの対峙に、マイノグーラは幾度となく危機にさらされる。
そして物語が進むにつれ様々なゲームジャンルのプレイヤーが登場することで、この世界は使用できるゲームシステムと勝利条件の異なるプレイヤーたちによる交渉ゲームの舞台へと変貌していく。それは、各プレイヤーを転生者として送り込んだ神々による代理闘争遊戯でもあった。

## 登場人物
声の項はテレビアニメの声優。
伊良拓斗 / イラ＝タクト
声 - 熊谷俊輝
本作の主人公。ゲーム「Eternal Nations」では世界ランキング1位の成績。ゲームに似たイドラギィア大陸の世界に転生し、邪悪な国家であるマイノグーラの邪神として活動する。
汚泥のアトゥ
声 - 楠木ともり
拓斗とマイノグーラを設立する。
全ての蟲の女王イスラ
声 - 井上喜久子
「マイノグーラの国母」といわれるほどの母性の持ち主。虫を操る。
エムル
声 - 佐々木李子
ダークエルフ。ギアの副官。
メアリア＝エルフール
声 - 前田佳織里
ダークエルフの双子。
キャリア
声 - 高尾奏音
ダークエルフの双子。
ギア
声 - 川田紳司
ダークエルフで、戦士長を務める。
モルタール
声 - 西村知道
長老。ダークエルフ。
ソアリーナ
声 - 関根明良
「華葬の聖女」といわれ、炎を操ることができる。

## 用語
Eternal Nations
生前の拓斗が最もやり込んでいたコンピュータゲーム。ジャンルはダークファンタジー国家運営型シミュレーションゲームで、"eXplore（探検）"、"eXpand（拡張）"、"eXploit（開発）"、"eXterminate（殲滅）"の4要素を兼ね備えた「4X」スタイルに属する。
作中に登場する“マイノグーラ”は、プレイヤーが選択可能な国家のひとつで、設定上「最も邪悪な国家」とされている。内政特化型で、戦争には極端に不向きな仕様を持つため、扱いの難しさから上級者向けとして知られていた。拓斗はこのマイノグーラを用いて、クリア不可能とも言われた最高難度「ナイトメア」をクリア。これにより、公式ユーザーランキングで不動の1位に輝いた。
聖女
この世界の聖神によって選ばれ、後天的に力を授かった七人の女性たち（※一名のみ例外として先天的）。
選ばれし者には、上級聖騎士を超える戦闘力と、それぞれ異なる特殊な奇跡が与えられる。その能力の性質とスケールから、社会的にも象徴的存在とみなされる。
魔女
この世界に同時に七体しか存在しない“災厄”の象徴。
それぞれ強力かつ異質な能力を備えており、一人で国家を騒乱へと陥れるほどの戦闘力を持つ。アトゥもまた、自身の意思とは無関係にこの世界では“汚泥の魔女”として認定されている。
なお、「聖女」「魔女」の存在は、ゲーム『Eternal Nations』には登場していない本世界固有の設定である。そのためタクトは、自分たちが『Eternal Nations』のゲーム内世界ではなく、未知の異世界へ転生したと判断した。

## 既刊一覧

### 小説
- 鹿角フェフ（著）・じゅん（イラスト）『異世界黙示録マイノグーラ〜破滅の文明で始める世界征服〜』マイクロマガジン社〈GCノベルズ〉、既刊8巻（2025年6月30日現在）
  1. 2019年11月30日発売[3]、ISBN 978-4-89637-944-0
  2. 2020年6月30日発売[16]、ISBN 978-4-86716-023-7
  3. 2021年1月30日発売[17]、ISBN 978-4-86716-107-4
  4. 2021年10月29日発売[18]、ISBN 978-4-86716-204-0
  5. 2022年6月30日発売[19]、ISBN 978-4-86716-311-5
  6. 2023年4月28日発売[20]、ISBN 978-4-86716-420-4
  7. 2024年6月28日発売[21]、ISBN 978-4-86716-594-2
  8. 2025年6月30日発売[22]、ISBN 978-4-86716-785-4

### 漫画
- 緑華野菜子・鹿角フェフ（原作）・じゅん（キャラクター原案）『異世界黙示録マイノグーラ〜破滅の文明で始める世界征服〜』KADOKAWA〈電撃コミックスNEXT〉、既刊6巻（2024年12月26日現在）
  1. 2020年9月26日発売[6][23]、ISBN 978-4-04-913414-8
  2. 2021年5月27日発売[24]、ISBN 978-4-04-913703-3
  3. 2022年1月27日発売[25]、ISBN 978-4-04-914188-7
  4. 2023年2月25日発売[26]、ISBN 978-4-04-914906-7
  5. 2023年11月27日発売[27]、ISBN 978-4-04-915398-9
  6. 2024年12月26日発売[28]、ISBN 978-4-04-916166-3

## テレビアニメ
2024年6月にテレビアニメ化が発表され、TOKYO MXほかにて2025年7月より放送中。
2025年6月29日にABEMAにて配信された「GCノベルズ11周年記念番組 アニメ情報モリ＆モリスペシャル」の番組の前半では、本作のテレビアニメが特集された。伊良拓斗役の熊谷俊輝、汚泥のアトゥ役の楠木ともり、メアリア役の前田佳織里、キャリア役の高尾奏音、エムル役の佐々木李子と、作者の鹿角フェフが出演している。

### スタッフ
- 原作 - 鹿角フェフ、じゅん（イラスト）「異世界黙示録マイノグーラ〜破滅の文明で始める世界征服〜」（GCノベルズ／マイクロマガジン社刊）[12]
- 監督 - 柳瀬雄之[12]
- シリーズ構成 - 山田由香[12]、岡田邦彦[12]
- メインキャラクターデザイン - 出口花穂[12]
- サブキャラクターデザイン - 小島えり、猪瀬愛美[12]
- プロップデザイン - 廣瀬笑実、吉成友美
- 色彩設計 - 真水由貴[12]
- 美術監督 - 酒井結城[12]
- 撮影監督 - 野村雪菜[12]
- 3DCGディレクター - ディック小鹿原
- 編集 - 仙土真希
- 音響監督 - 土屋雅紀[12]
- 音響効果 - 中島勝大
- 音響制作 - HALF H・P STUDIO
- 音楽 - 夢見クジラ[12]、成清翠[12]
- 音楽制作 - ランティス[12]
- 企画プロデュース - 兼岩元子
- プロデューサー - 佐藤晴美、浅沼航太郎、関戸公人、塩谷尚史、臼倉竜太郎、渡邉日向子
- アニメーションプロデューサー - 向井悠樹
- アニメーション制作 - MAHO FILM[12]
- 製作 - 「マイノグーラ」製作委員会

### 主題歌
「Majestic Catastrophe」
佐々木李子によるオープニングテーマ。作詞は真崎エリカ、作曲・編曲はアッシュ井上(Dream Monster)。
「more than W」
寺島拓篤によるエンディングテーマ。作詞は寺島拓篤、作曲・編曲はTAKE(FLOW)。

### 各話リスト
| 話数       | サブタイトル                   | シナリオ | 絵コンテ   | 演出     | 作画監督 | 総作画監督                          | 初放送日      |
| ---------- | ------------------------------ | -------- | ---------- | -------- | --- | ----------------------------------- | ------------- |
| EPISODE 01 | New Game                       | 山田由香 | 柳瀬雄之   | 柳瀬雄之 | 柳瀬雄之 | 出口花穂                            | 2025年 7月6日 |
| EPISODE 02 | マイノグーラの樹立を宣言しよう | 羽良俊馬 | もりたけし | 日下直義 | 広瀬良雄 大場優子 猪瀬愛美 スタジオエバーグリーン 光の園・アニメーション                                                                                          | 出口花穂                            | 7月13日       |
| EPISODE 03 | 内政の時間がやって参りました！ | 岡田邦彦 | もりたけし | 粟井重紀 | 出口花穂 青木真理子 桜井木ノ実 関口雅浩 半扇門 于涛 杨微 吴兴立 陈艳艳 丁伟 田宇 Rad Plus                                                                         | 出口花穂                            | 7月20日       |
| EPISODE 04 | 人生とはままならぬものですね   | 萬代耕士 | もりたけし | 日下直義 | 出口花穂 大場優子 猪瀬愛美 青木真理子 桜井木ノ実 関口雅浩 西田美弥子 南伸一郎 スタジオエバーグリーン 光の園・アニメーション 夏宛宁 李东阳 吴兴立 陈艳艳 丁伟 田宇 | 出口花穂                            | 7月27日       |
| EPISODE 05 | お目当ての化け物ですよ         | 萬代耕士 | 柳瀬雄之   | 柳瀬雄之 | 柳瀬雄之 | 出口花穂                            | 8月3日        |
| EPISODE 06 | 王さまは悪い人？               | 福緒唯   | もりたけし | 前園文夫 | 大久保富彦 出口花穂 広瀬良雄 猪瀬愛美 栗原詩織 青木真理子 関口雅浩 西田美弥子 舛舘俊秀 南伸一郎                                                                   | 出口花穂 広瀬良雄 猪瀬愛美          | 8月10日       |
| EPISODE 07 | お友達になってください！       | 羽良俊馬 | もりたけし | にわ素彦 | 山﨑展義 松下清志 田之上慎 | 出口花穂 広瀬良雄 大場優子 猪瀬愛美 | 8月17日       |

### 放送局
| 放送期間       | 放送時間                     | 放送局   | 対象地域 | 備考                                            |
| -------------- | ---------------------------- | -------- | -------- | ----------------------------------------------- |
| 2025年7月6日 - | 日曜 22:30 - 23:00           | TOKYO MX | 東京都   |                                                 |
| 2025年7月8日 - | 火曜 0:00 - 0:30（月曜深夜） | BS日テレ | 日本全域 | 製作参加 / BS/BS4K放送 / 『アニメにむちゅ〜』枠 |

| 配信開始日    | 配信時間                           | 配信サイト | 備考         |
| ------------- | ---------------------------------- | --- | ------------ |
| 2025年7月6日  | 日曜 22:30 更新                    | dアニメストア U-NEXT | 先行配信     |
| 2025年7月10日 | 木曜 0:00（水曜深夜） 以降順次更新 | Amazon Prime Video ABEMA アニメ放題 DMM TV J:COM STREAM milplus TELASA バンダイチャンネル Hulu Lemino アニメタイムズ AnimeFesta | 見放題配信   |
|               |                                    | Google Play YouTube ニコニコチャンネル FOD Rakuten TV HAPPY!動画 OnGenムービー ムービーフル ムービーフルplus                    | 都度課金配信 |

### BD / DVD
| 巻  | 発売日         | 収録話         | 規格品番  | 規格品番  |
| 巻  | 発売日         | 収録話         | BD        | DVD       |
| --- | -------------- | -------------- | --------- | --------- |
| BOX | 2025年11月28日 | 第1話 - 第12話 | KWXA-3381 | KWBA-3382 |

## コラボレート
2025年7月12日から7月27日まで、東京都秋葉原のカルチャーマガジン・あきかるとコラボレートが展開される。